# Hegyi szemeslepke
A hegyi szemeslepke (Lasiommata petropolitana) a tarkalepkefélék családjába tartozó, Európában és Ázsiában elterjedt lepkefaj.

## Megjelenése
A hegyi szemeslepke szárnyfesztávolsága 3,6-4,0 cm. A szárnyak felső oldala sárgás árnyalatú fakóbarna. Az elülső szárny csúcsa a hímek esetében lekerekítettebb mint a nagyfoltú szemeslepkénél. Mindkét szárny szélén nagy narancssárga foltokból álló foltsor húzódik. A hátsó szárnyakon levő minden foltban (három-négy), az elülső szárnyon csak az elsőben kis fehér pupillájú fekete szemfoltok találhatók. A felső nagy mellett apró szatellita szemfoltok lehetnek. Az elülső szárny fonákján a narancssárga sáv kiterjedtebb, a szemfolt nagyobb, sárga udvara feltűnőbb. A nagy szemfolt mögött többszörösen megtört, a szemfoltot körülkanyarító, és már a felső szegélyen hegyesszögben törést szenvedő sötét vonal húzódik a felső szegélytől a külső szögletig. A hátsó szárny fonákján hat kisebb szemfolt látszik; ezeket zegzugos sötét vonal választja el a szárny belső terétől (a vonal az elülső oldalra is átüt). A hátulsó szárnyak fonákja ibolyásszürke árnyalatú.
Változékonysága nem számottevő.
Petéje zöldesfehér, tojásdad, sima.
Hernyója zöld, sötétebb zöld hosszanti csíkokkal. A feje is zöld.

### Hasonló fajok
A nagyfoltú szemeslepke, a közönséges szemeslepke és a vörös szemeslepke hasonlít hozzá.

## Elterjedése
Európában (északon síkságokon is, Közép- és Dél-Európában csak hegyvidékeken) és Ázsiában az Amur vidékéig fordul elő. Magyarországon nem honos, az utóbbi évtizedekben kétszer észlelték kóbor példányait az Északi-középhegységben.

## Életmódja
Bokros, ritkásan fás havasi legelők lakója 800-2200 méteres magasságon.
Hidegebb éghajlaton (nagyobb magasságban) egy, lejjebb két nemzedéke repül évente. Az első április végén-júniusban (magasabb hegyekben júliusban), a második július-augusztusban látható. A hernyó különböző fűfélék (Poaceae) leveleivel táplálkozik. Báb alakban telel át és tavasszal viszonylag korán bújik elő a kifejlett lepke.

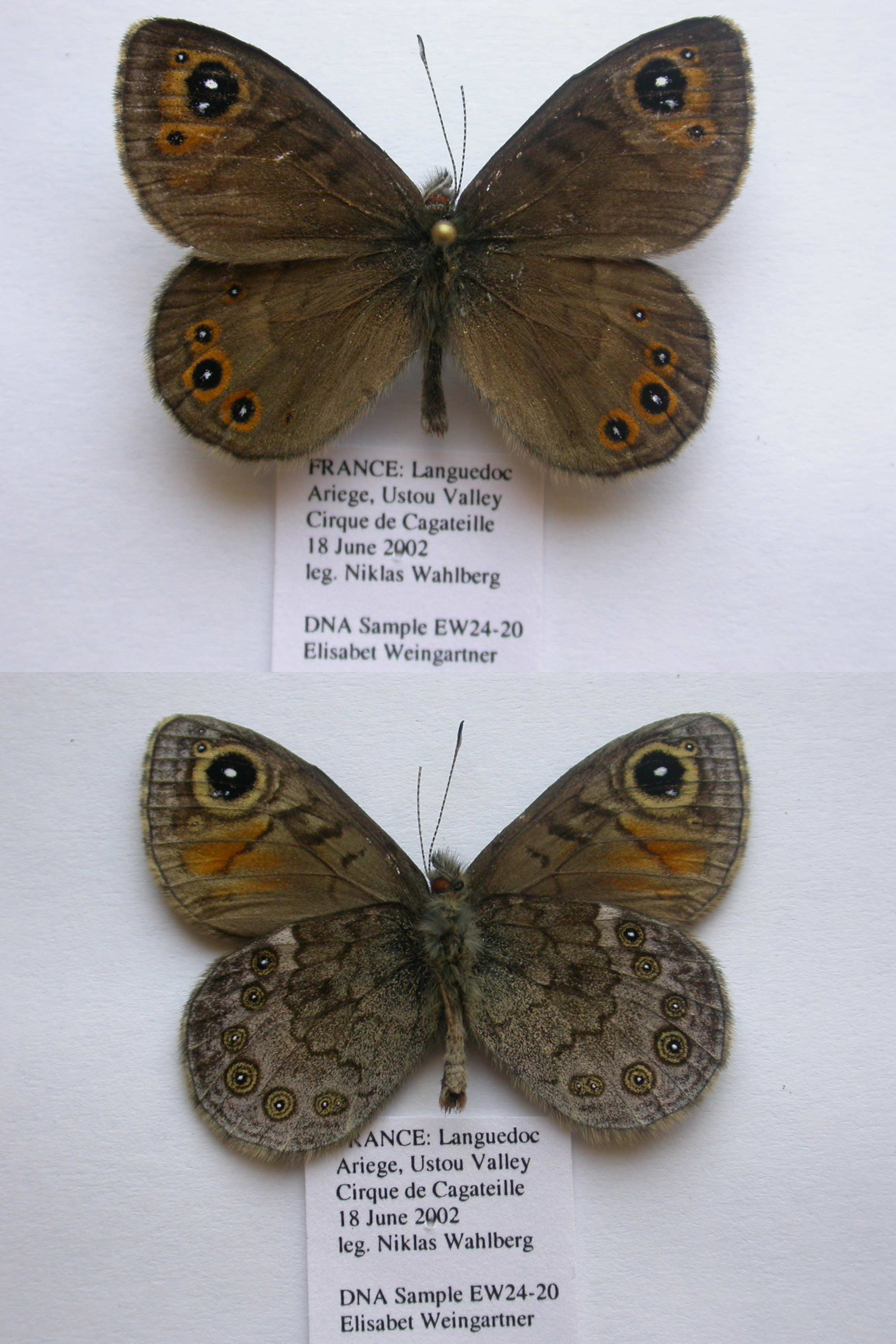
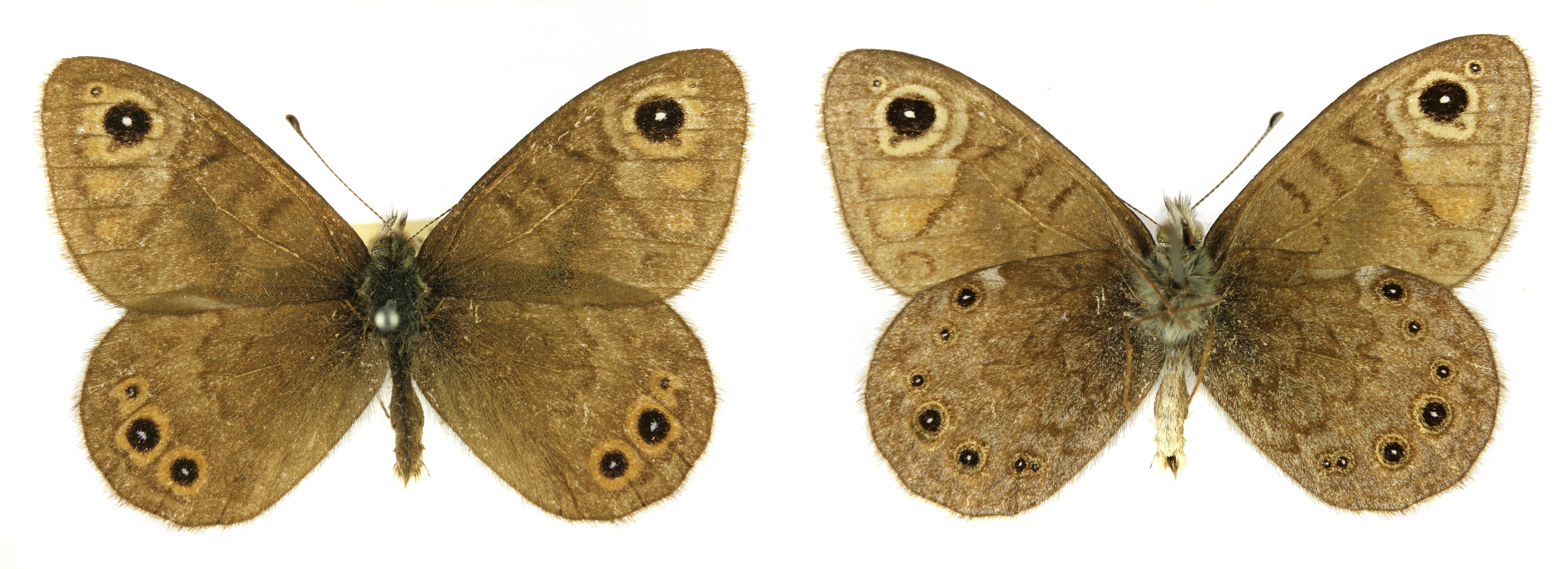
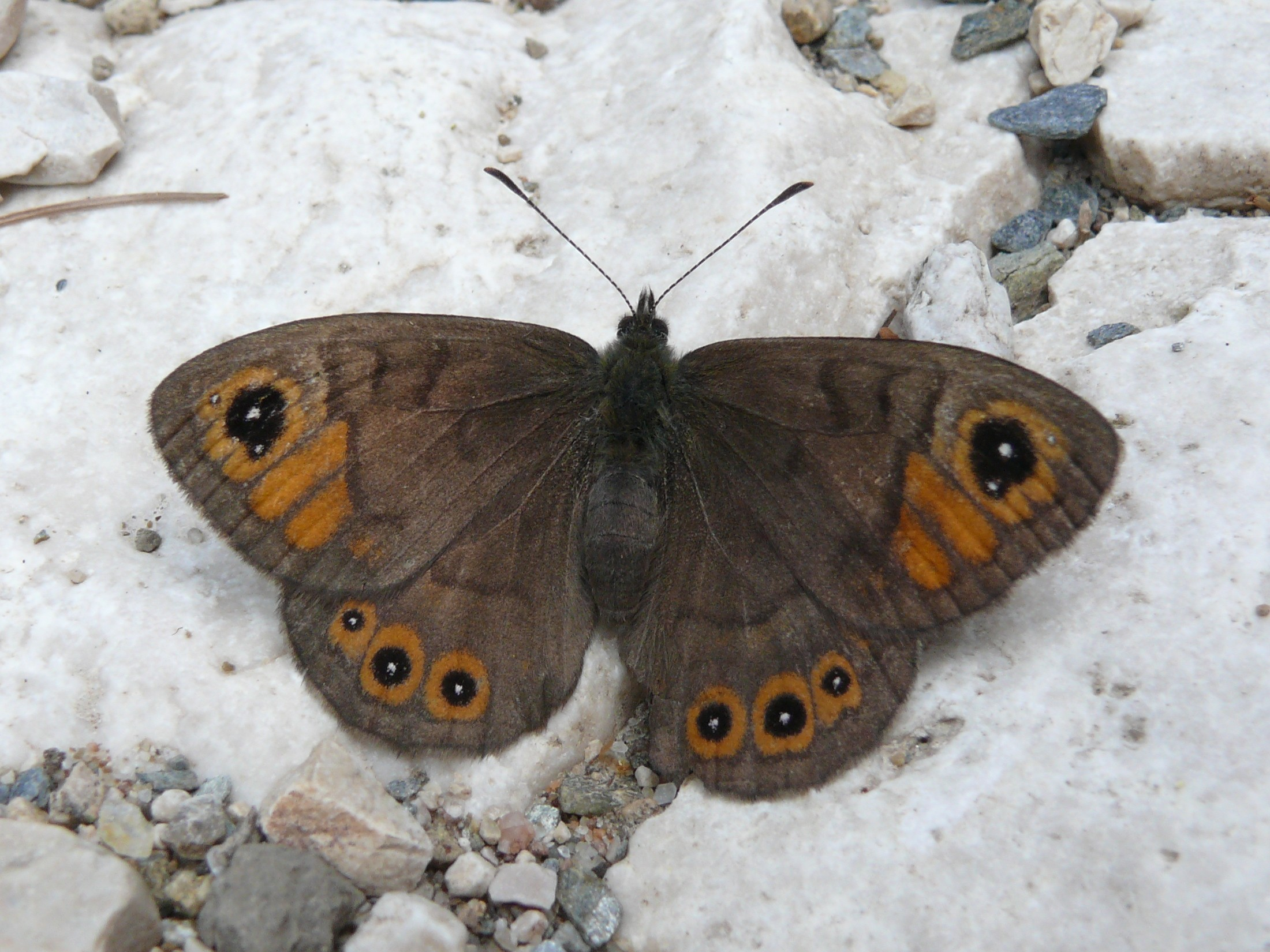
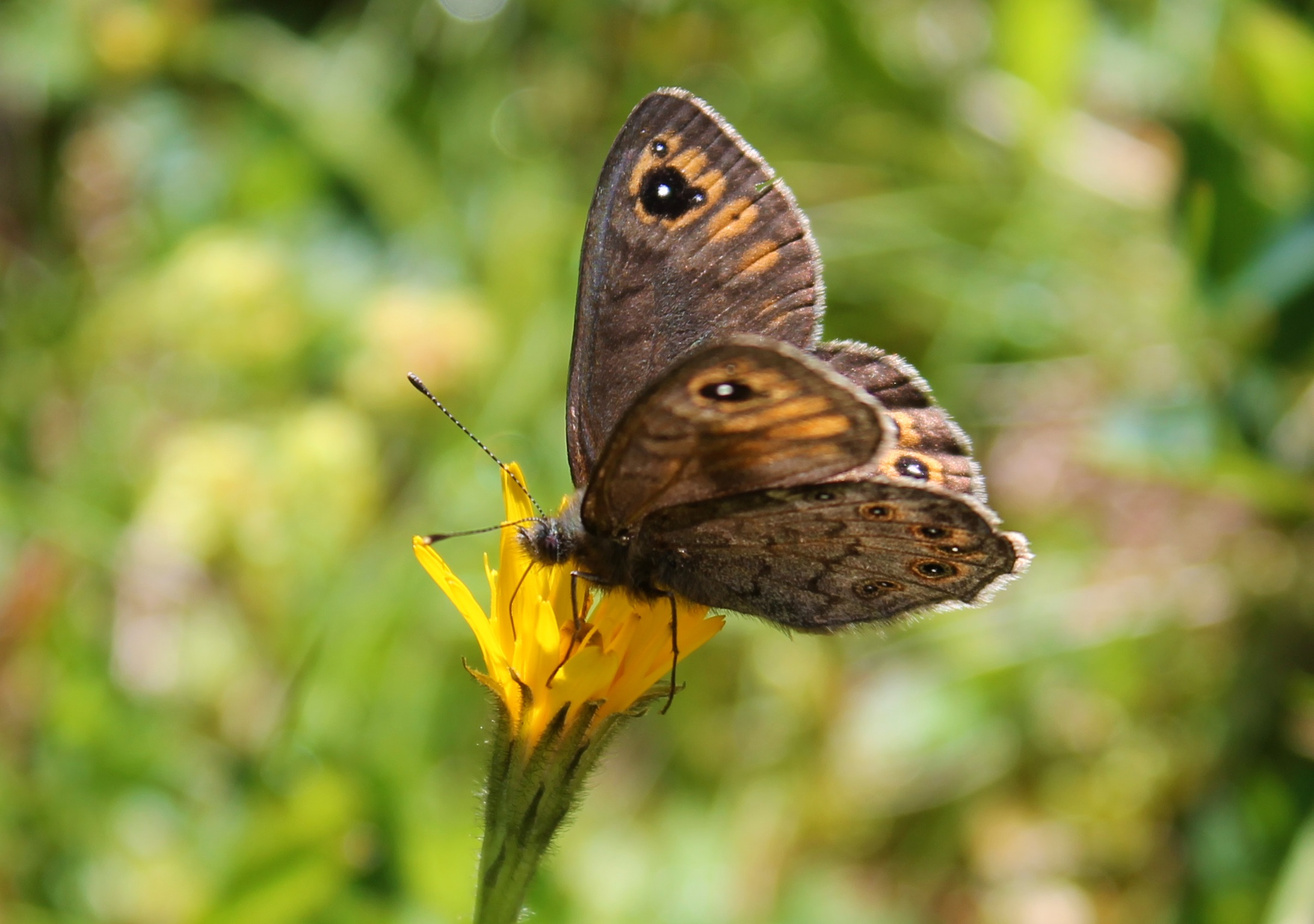
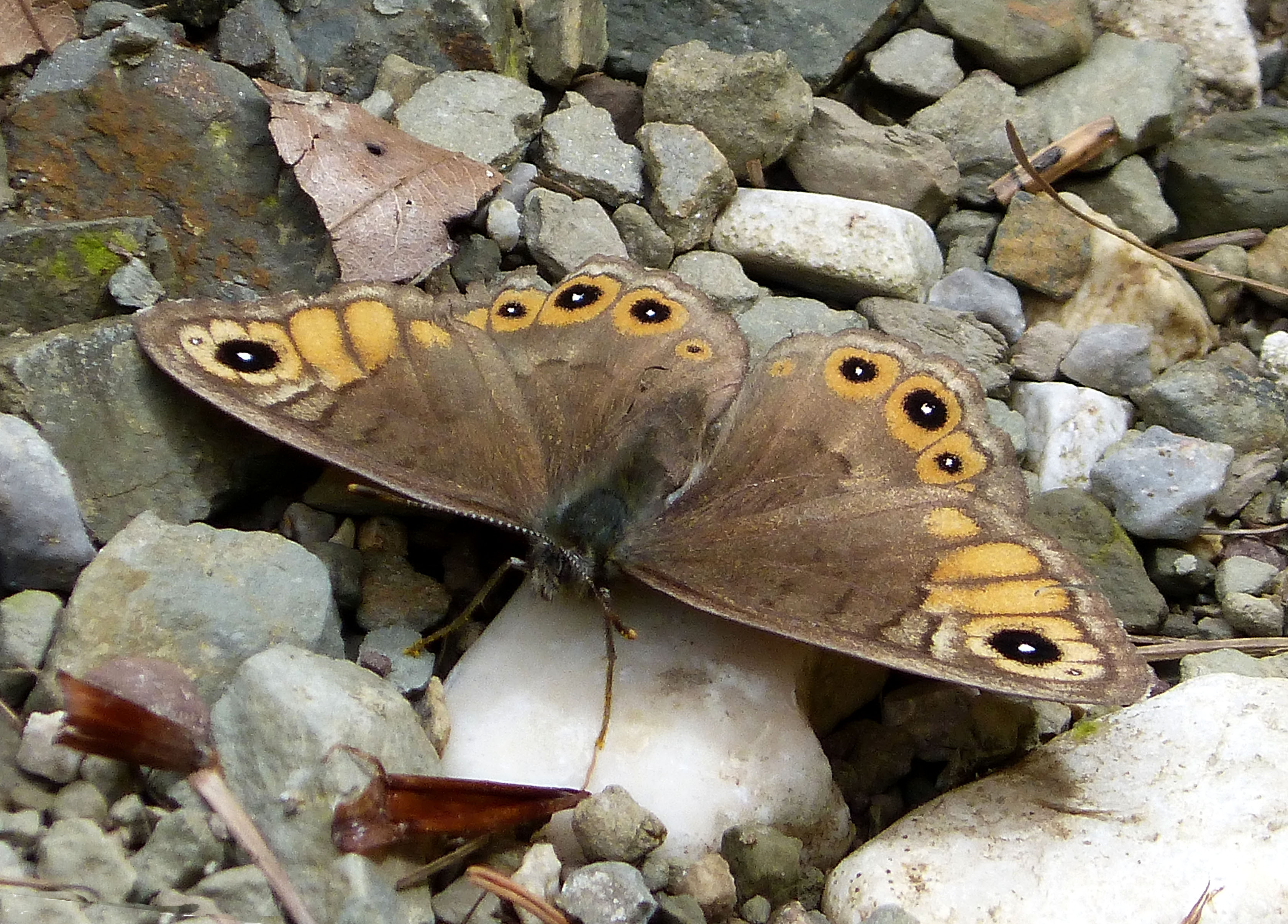

Magyarországon nem védett.